# السلمانية (الدلم)
مركز السلمانية  هو مركزٌ إداري تابعٌ لمحافظة الدلم في منطقة الرياض ، ويصنف من فئة (ب) ورمزه 1454.